# Krokiew (kulle)
Krokiew är en kulle i Antarktis. Den ligger i Sydshetlandsöarna. Argentina, Chile och Storbritannien gör anspråk på området. Toppen på Krokiew är 168 meter över havet.
Terrängen runt Krokiew är huvudsakligen kuperad, men åt sydost är den platt. Havet är nära Krokiew österut. Trakten är glest befolkad. Närmaste befolkade plats är Commandante Ferraz Station, 9,6 kilometer nordost om Krokiew. 